# Joc d'estirar la corda als Jocs Olímpics d'estiu de 1908
Als Jocs Olímpics de 1908 realitzats a la ciutat de Londres es disputà una competició masculina del joc d'estirar la corda.
Hi van participar set equips de cinc nacions, si bé els equips de Grècia i de l'imperi Alemany foren desqualificats abans d'iniciar la competició.

## Resum de medalles
| Prova            | Or | Argent | Bronze |
| Estira i alfuixa | City of London PoliceEdward Barrett · Frederick Goodfellow · Frederick Humphreys · William Hirons · Albert Ireton · Frederick Merriman · Edwin Mills · John James Shepherd | Liverpool PoliceJames Clarke · Thomas Butler · William Greggan · Alexander Kidd · Daniel Lowey · Patrick Philbin · George Smith · Thomas Swindlehurst | Metropolitan Police "K" DivisionWalter Chaffe · Joseph Dowler · Ernest Ebbage · Thomas Homewood · Alexander Munro · William Slade · Walter Tammas · James Woodget |

## Resultats

### Quarts de final
Els equips alemany i grec no participaren en la competició, passant de set a cinc els equips participants. Per aquest motiu l'equip suec i dos dels britànics passaren sense competir directament a semifinals.
L'únic enfrontament que es disputà de quarts de final fou entre l'equip de Liverpool i l'estatudnidenc. Els de Liverpool guanyaren fàcilment la primera mànega, però els estatunidencs protestaren pel calçat emprat per l'equip de la policia de Liverpool, que emprava les botes de servei. La protesta fou desestimada i com a protesta els estatunidencs abandonaren la competició.
| Vencedor                        | Vencedor   | Punts          | Perdedor               | Perdedor     |
| ------------------------------- | ---------- | -------------- | ---------------------- | ------------ |
| Policia de Liverpool            | Regne Unit | 2-0 (abandona) | Estats Units d'Amèrica | Estats Units |
| Suècia                          | Suècia     | —              | lliura                 | lliura       |
| City of London Police           | Regne Unit | —              | lliura                 | lliura       |
| Metropolitan Police Divisió "K" | Regne Unit | —              | lliura                 | lliura       |

### Semifinals
Liverpool es va enfrontar novament a un rival estranger, i de nou va guanyar. Els dos equips de Londres es van enfrontar en l'altra semifinal, amb victòria per a la City of London Police.
| Vencedor              | Vencedor   | Punts | Perdedors                       | Perdedors  |
| --------------------- | ---------- | ----- | ------------------------------- | ---------- |
| Policia de Liverpool  | Regne Unit | 2-0   | Suècia                          | Suècia     |
| City of London Police | Regne Unit | 2-0   | Metropolitan Police Divisió "K" | Regne Unit |

### Final
The Londoners defeated Liverpool in the final, winning the first two pulls.
| Vencedor              | Vencedor   | Punts | Perdedor             | Perdedor   |
| --------------------- | ---------- | ----- | -------------------- | ---------- |
| City of London Police | Regne Unit | 2-0   | Policia de Liverpool | Regne Unit |

### Enfrontament pel bronze
L'equip suec no es presentà en la lluita per la medalla de bronze.
| Vencedor                         | Vencedor   | Punts    | Perdedor | Perdedor |
| -------------------------------- | ---------- | -------- | -------- | -------- |
| Metropolitan Police "K" Division | Regne Unit | walkover | Sweden   | Suècia   |

## Medaller
| Posició | País       | Or | Argent | Bronze | Total |
| 1       | Regne Unit | 1  | 1      | 1      | 3     |

Els equips de Grècia i l'imperi Alemany foren desqualificats abans d'iniciar la competició. L'equip de Suècia quedà en quarta posició i l'equip dels Estats Units d'Amèrica es retirà de la competició després de ser-li denegada una objecció sobre el calçat utilitzat per l'equip britànic de Liverpool.